# Beyrichiacea
Super-famille
Les Beyrichiacea constituent une super-famille éteinte de crustacés de la classe des ostracodes, de la sous-classe des Podocopa et de l'ordre des Palaeocopida. 

## Liste des familles
- † Acronotellidae
- † Beyrichiidae Jones, 1855
- † Eurychilinidae
- † Sigmoopsiidae
- † Tetradellidae
- † Zygobolbidae
- † incertae sedis